# غزلان سيبا
غزلان سيبا (25 فبراير 1996) هي لاعبة ألعاب قوى مغربية متخصصة في سباقات المضمار والميدان والقفز العالي، تنافست في فئة اليافعين والشباب أقل من 20 سنة، وتتنافس الآن ضمن فئة الكبار. فازت بذهبية القفز العالي ضمن بطولة أفريقيا لألعاب القوى 2014، ذهبية في دورة الألعاب العربية 2011، وذهبيتين خلال البطولة العربية لألعاب القوى. وتحمل الرقم القياسي المغربي في القفز العالي وهي 1.83 متر.

## حياتها
غزلان هي الابنة الثالثة لوالديها أحمد وعائشة سيبا، تربت مع أخويها زينب وأمين. حصلت على منحة دراسية من طرف جامعة ولاية كانساس لتدرس هناك إدارة الأعمال. تميزت بمشاركتها في بطولة الجامعات لألعاب القوى المعروفة باسم "Big 12 Conference" حيث احتلت المركز السادس في البطولة.
بدأت غزلان المنافسة في ألعاب القوى في 2012 بعمر 16 سنة فقط، تنافس ضمن فئة الشباب حيث حصلت على برونزية القفز العالي ضمن بطولة العالم للشباب لألعاب القوى 2013 في دنيتسك بأوكرانيا.

## مشاركاتها وأرقمها

### المشاركات
| العام | المسابقة                                 | المكان     | المركز   | حدث          | ملاحظة  |
| ----- | ---------------------------------------- | ---------- | -------- | ------------ | ------- |
| 2011  | البطولة العربية لألعاب القوى 2011        | العين      | 1st      | القفز العالي | 1.76 m  |
| 2011  | دورة الألعاب العربية 2011                | الدوحة     | 1st      | القفز العالي | 1.76 m  |
| 2012  | بطولة أفريقيا لألعاب القوى 2012          | بورتو نوفو | 3rd      | القفز العالي | 1.75 m  |
| 2013  | بطولة أفريقيا لألعاب القوى للشباب 2013   | واري       | 1st      | القفز العالي | 1.80 m  |
| 2013  | بطولة أفريقيا لألعاب القوى للشباب 2013   | واري       | 3rd      | سباق تتابع   | 2:23.83 |
| 2013  | البطولة العربية لألعاب القوى 2013        | الدوحة     | 1st      | القفز العالي | 1.76 m  |
| 2013  | بطولة العالم للشباب لألعاب القوى 2013    | دونيتسك    | 3rd      | القفز العالي | 1.79 m  |
| 2013  | بطولة أفريقيا لألعاب القوى للناشئين 2013 | بامبوس     | 1st      | القفز العالي | 1.75 m  |
| 2014  | بطولة العالم للناشئين لألعاب القوى 2014  | يوجين      | 20th (q) | القفز العالي | 1.79 m  |
| 2014  | بطولة أفريقيا لألعاب القوى 2014          | مراكش      | 1st      | القفز العالي | 1.80 m  |
| 2014  | كأس العالم لألعاب القوى 2014             | مراكش      | 6th      | القفز العالي | 1.79 m  |
| 2015  | بطولة أفريقيا لألعاب القوى للناشئين 2015 | أديس أبابا | 3rd      | القفز العالي | 1.75 m  |
| 2015  | البطولة العربية لألعاب القوى 2015        | مدينة عيسى | 2nd      | القفز العالي | 1.75 m  |
| 2016  | بطولة أفريقيا لألعاب القوى 2016          | ديربان     | 5th      | القفز العالي | 1.73 m  |

### أرقامها القياسية
| التخصص       | الرقم  | المكان            | التاريخ      |
| ------------ | ------ | ----------------- | ------------ |
| القفز العالي | 1,83 m | بن سليمان، المغرب | 26 juin 2014 |